# Barmstedt
Barmstedt település Németországban, Schleswig-Holstein tartományban. Lakosainak száma 10 683 fő (2023. december 31.).

## Népesség
A település népességének változása:
| Lakosok száma | 8835 | 10 331 | 10 368 | 10 542 | 10 630 | 10 683 |
|               | 1975 | 2017   | 2019   | 2021   | 2022   | 2023   |